# Tepantepec
Tepantepec är en ort i Mexiko.   Den ligger i kommunen Atzalan och delstaten Veracruz, i den sydöstra delen av landet, 210 km öster om huvudstaden Mexico City. Tepantepec ligger 900 meter över havet och antalet invånare är 234.
Terrängen runt Tepantepec är kuperad åt nordost, men åt sydväst är den bergig. Runt Tepantepec är det ganska tätbefolkat, med 100 invånare per kvadratkilometer. Närmaste större samhälle är Atzalan, 15,0 km sydväst om Tepantepec. I omgivningarna runt Tepantepec växer i huvudsak städsegrön lövskog.